# Inessa Krawez

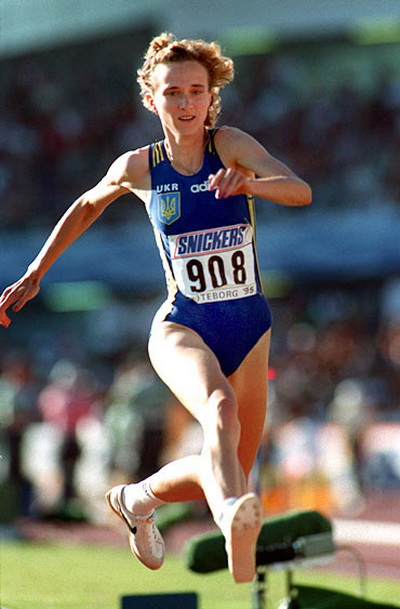
Inessa Krawez (1995)

Inessa Mykolajiwna Krawez (ukrainisch Інеса Миколаївна Кравець, engl. Transkription Inesa Kravets, geborene Шуляк – Schuljak – Shulyak; * 5. Oktober 1966 in Dnipropetrowsk) ist eine ehemalige ukrainische Leichtathletin und Olympiasiegerin. Ihre Hauptdisziplinen sind der Weit- und Dreisprung.
Im Weitsprung wurde sie, für die Sowjetunion startend, Zehnte bei den Olympischen Spielen 1988 in Seoul und Sechste bei den Leichtathletik-Europameisterschaften 1990 in Split. Bei den Hallenweltmeisterschaften 1991 in Sevilla wurde sie Vierte im Weitsprung und siegte im Dreisprung, der als Demonstrationswettbewerb ausgetragen wurde. In der Freiluftsaison verbesserte sie dann am 10. Juni in Moskau mit 14,95 m den Weltrekord im Dreisprung um 41 Zentimeter.
1992 startete sie für das Vereinte Team bei den Halleneuropameisterschaften in Genua, bei der sie den Titel im Dreisprung errang und außerdem Vierte im Weitsprung wurde. Ihre erste Olympiamedaille holte sie sich im selben Jahr mit Silber im Weitsprung bei den Olympischen Spielen 1992 in Barcelona hinter Heike Drechsler (GER) und vor Jackie Joyner-Kersee (USA). Im Jahr darauf gewann sie, nun für die Ukraine antretend, bei den Hallenweltmeisterschaften in Toronto Bronze im Weitsprung und wurde im Dreisprung erste offizielle Hallenweltmeisterin.
1994 gewann sie bei den Halleneuropameisterschaften in Paris Bronze im Weitsprung und wurde Sechste im Dreisprung, und bei den Europameisterschaften in Helsinki gewann sie Silber im Weitsprung und Bronze im Dreisprung. Bei den Weltmeisterschaften 1995 in Göteborg siegte sie mit dem damaligen Weltrekord von 15,50 m, dieser wurde erst bei den Olympischen Sommerspielen 2020 von der Venezolanerin Yulimar Rojas gebrochen.
1996 gewann sie bei den Olympischen Spielen in Atlanta im Dreisprung die Goldmedaille vor Inna Lassowskaja (RUS) und Šárka Kašpárková (CZE). Bei den Weltmeisterschaften 1999 in Sevilla schied sie in der gleichen Disziplin in der Qualifikation aus.
1993 wurde Krawez wegen der Einnahme unerlaubter Stimulantien für drei Monate gesperrt. Im Juli 2000 wurden bei einem Dopingtest Steroide registriert und wegen dieses Verstoßes gegen die Dopingbestimmungen eine zweijährige Sperre ausgesprochen.
Nach Ablauf dieser Frist gewann sie bei den Hallenweltmeisterschaften 2003 Birmingham Silber im Weitsprung.

## Persönliche Bestleistungen
- Weitsprung: 7,37 m, 13. Juni 1992, Kiew
  - Halle: 7,09 m, 1. Februar 1992, Moskau
- Dreisprung: 15,50 m, 10. August 1995, Göteborg
  - Halle: 14,67 m, 27. Januar 1995, Moskau